# Lysaker

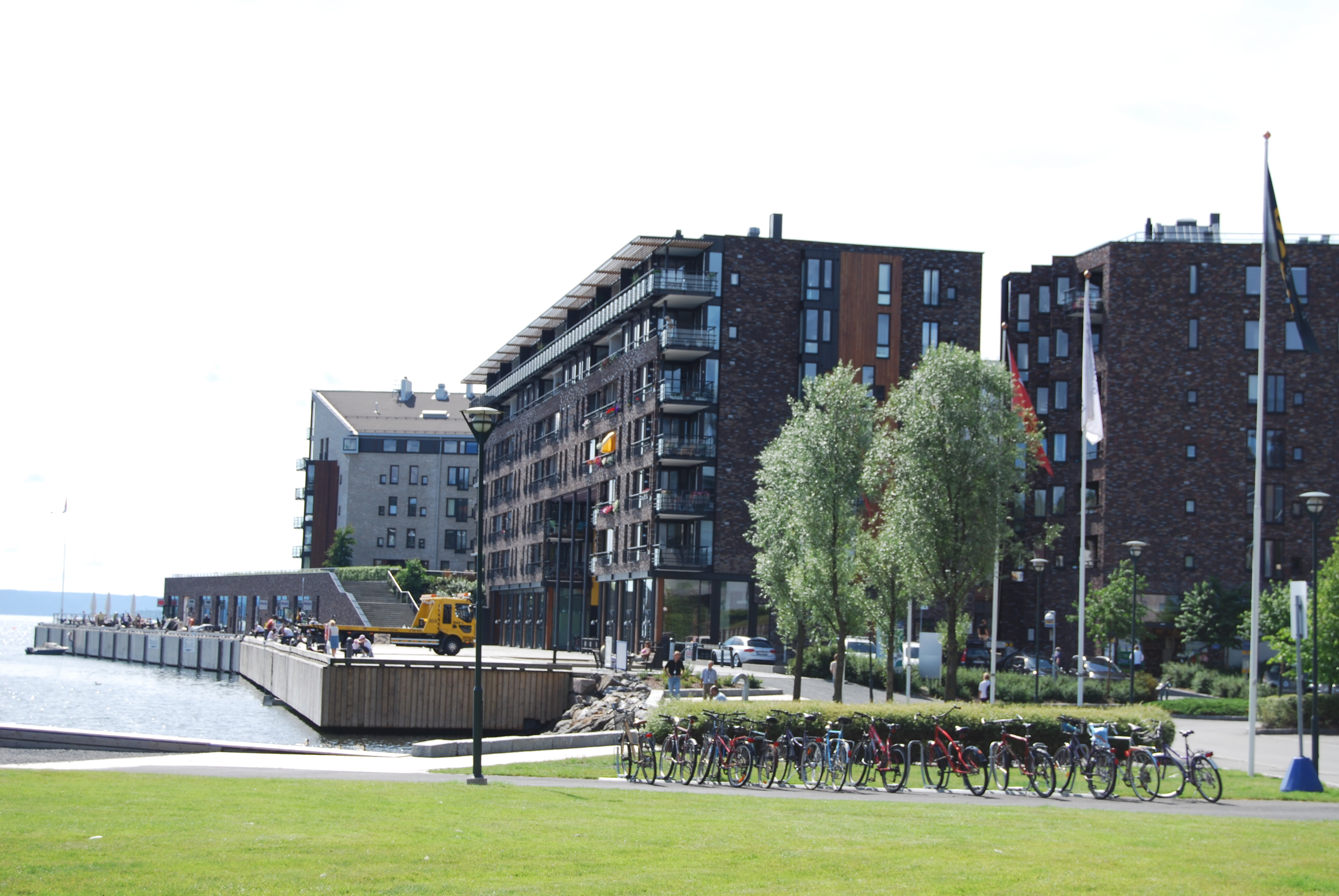
Lysakers brygga.

Lysaker är en förort till Oslo i östra delen av Bærums kommun, vid Drammenbanen och E18 intill gränsen till Oslo (Lysakerelva). 
Fridtjof Nansens hus Polhøgda ligger i Lysaker. Där huserar numera Fridtjof Nansens Institutt. 
I Lysaker verkade, runt sekelskiftet 1900, den konstnärskrets som kom att kallas Lysakerkretsen.
I Lysaker finns många lokaler för företag. Lysaker-lokket med Lysaker Torg är en överbyggnad ovanpå E18 som fungerar som ett centrum. Norska vägmyndigheten Statens vegvesen har beräknat att det under perioden 2005−2010 kommer att vara i genomsnitt 170 000 fordonspassager per dygn på E18 vid Lysaker.[källa behövs] Det gör detta vägavsnitt till ett av de hårdast trafikerade i Norden.
I Lysaker finns en järnvägsstation som trafikeras av NSB Lokaltog (pendeltåg). 